# 环线 (新加坡地铁)
環線（英語：Circle MRT Line，縮寫CCL）是新加坡地鐵一條地鐵路線，由SMRT地鐵營運。目前環線以一個不完整環形由中區的多美歌站經碧山站至港灣站。同時設有由寶門廊站分岔往濱海灣站的支線，未來將延長至港灣站形成完整的環形。環線在路線圖上以橙色顯示，全線位於地下，全長35.5公里，共設30座車站。
環線是新加坡第四條地鐵線，由於尼誥大道倒塌事故導致延期，第3期率先於2009年5月28日通車，第1、2期則於2010年4月17日通車，第4、5期於2011年10月8日通車。前往濱海灣的支線於2012年1月14日通車。第6期將於2026年通車成環。
環線是新加坡第二條全自動運行的路線，不設駕駛室，是世界上最長的無人駕駛地鐵路線之一。環線同時是新加坡地鐵第一條中型鐵路系統，以3節車廂運行。

## 歷史

### 原初計劃

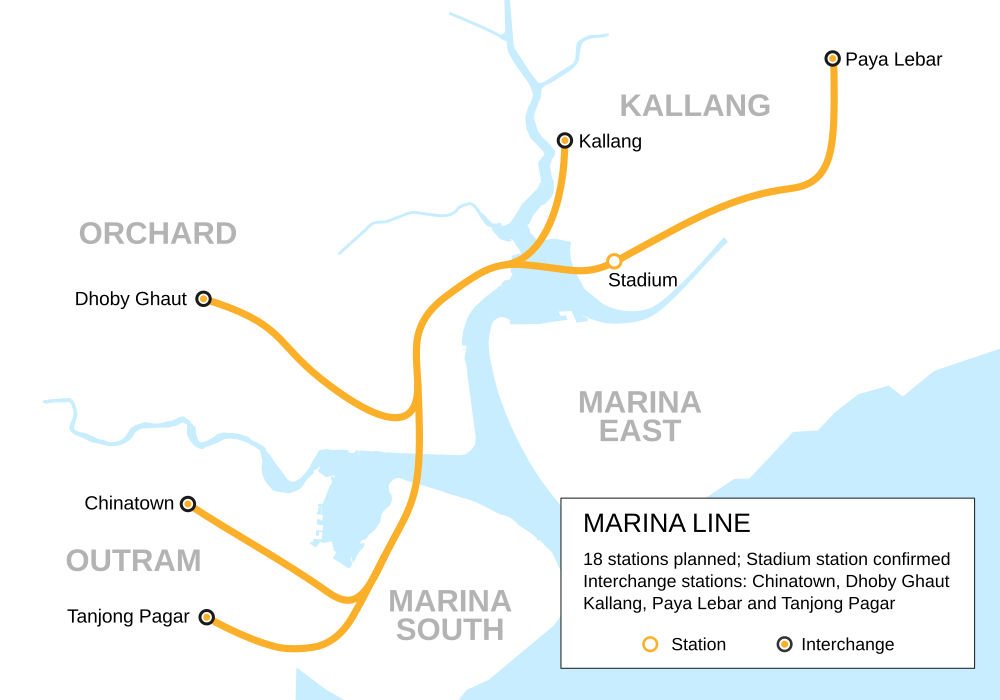
1997年公佈的地鐵濱海線，預計有18個車站

環線的規劃可追溯至1989年，通訊及新聞部長楊林豐指類似的系統在人口到達400萬人後變得可行，並指出人口和需求增長緩慢。
計劃的路線可行性研究於1994年10月11日展開。當時本線稱為濱海線，於1997年10月16日首先公佈。地鐵線將服務濱海中心及位於濱海南的新市中心，另有若干支線分別前往牛車水、多美歌、加冷或巴耶利峇。該線預計設有18座車站，並有可能延長至丹戎巴葛。該線的計劃於1998年6月12日獲得政府確認和批准。然而由於濱海南一帶缺乏發展和造價高昂，1999年11月牛車水支線自規劃上刪除，濱海線縮減至6座車站，從多美歌至體育場。其中一部分被刪除的路線後來成為濱海市區線的一部分。與此同時，2001年4月28日公佈了另一項延長至巴耶利峇上段的延伸。
濱海線最終於2003年1月20日與計劃中從巴耶利峇途經實龍崗和碧山前往波那維斯達的線路合併，共同組成環線的第三期，2003年12月12日第四期由波那維斯達延長至世界貿易中心的路段公佈，將環線閉環並提供由港灣向西的連接，形成環線。2001年8月8日，SMRT集團贏得投標，成為環線的營運者。環線首三期的車站命名於2005年7月陸路交通管理局舉行站名公眾諮詢後確定。2005年11月，第4和第5期的站名也已經確定。

### 工程

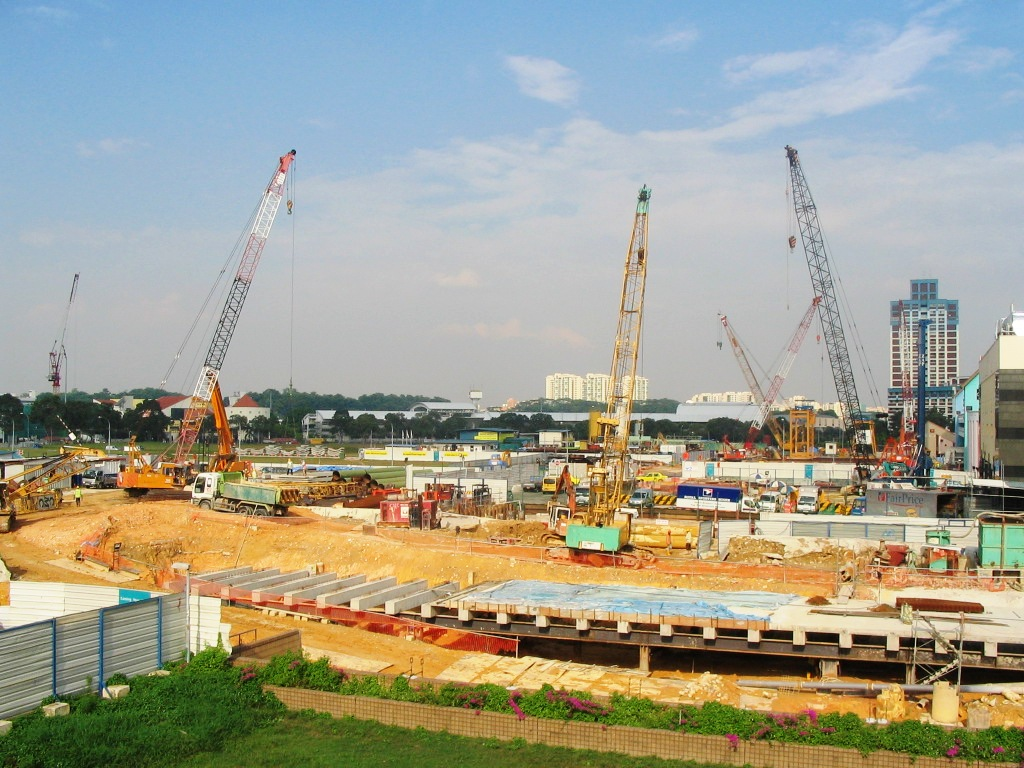
碧山站工程

2002年3月13日第一期工程開工，第二期工程於2002年9月5日開工，第三期工程於2003年5月開工，第四、五期則在2005年1月開工。起初預計於2006年至2010年分階段通車，預計花費67億新元，但尼誥大道倒塌事件導致第一期工程推遲至2009年開放。環線於2011年10月8日開放後，工程費用升至近100億新元。由於發生倒塌，車站搬遷至原來位置100米以外的新位置，面積只有原來的三分之二。環線的三個車站起初設計為shell stations，但最後決定只開放兩個車站，分別是加利谷站和虎豹別墅站（之前分別稱為湯申站及西海岸站），武吉布朗站成為環線唯一的未開放車站。
環線首段第三期全長5公里，從巴特禮站至瑪麗蒙站，於2009年5月28日通車。起初此段客量比預期低，每日只有32,000人次，低於預計的55,000人次。全線的隧道工程於2009年8月17日完工。第1和第2期於2010年4月17日通車，第4至第5期則在2011年10月8日通車。2012年1月14日往濱海灣的兩站延長線通車。

### 環線第6期

环线路线图

2013年1月17日，時任交通部長呂德耀宣佈環線第6期工程，將可實現環線閉環，原定2025年完工，來往濱海灣至港灣，全長4公里。延線將港灣至濱海灣連接並將地鐵延長至中央商務局南緣。2015年10月29日，陸路交通管理局宣佈車站選址。工程的投標於2016年至2017年間進行。
2017年5月15日，陸路交通管理局邀請公眾提出三個地鐵站的命名或保留現有命名。吉寶站和廣東民站的名稱獲得保留，愛德華王子站改名為愛德華王子路站。
第6期工程於2017年末開展。一間由中國建築集團和西丸建築組成的合資公司贏得興建吉寶地鐵站和相關隧道的合約。
第6期工程目前受新加坡疫情影響推遲至2026年完工。第6期的隧道工程在2022年1月12日愛德華王子路站挖掘至廣東民站後全部完工。廣東民站至愛德華王子路站之間的隧道只位於舊丹戎巴葛火車總站6.7米以下。在隧道工程開展前進行了大規模調查，確保隧道工程不會貫穿火車總站的地基。火車站正面和內部都建立了保護結構以及監察儀器以觀察火車站的建築物狀態。為了興建隧道接通吉寶站，吉寶高架橋亦需要在以新微型樁柱支撐時嚴格監視。有三支支柱為了隧道工程而拆除。

## 施工问题

### 尼诰大道塌陷事件
2004年4月20日，环线第一期的尼诰大道站工地发生了严重意外，由於護土牆未能承受周遭壓力，導致泥土塌陷，遺下宽150米、長100米、深30米的大洞，鋼架扭曲，兩部起重機降落洞中，大段路面塌陷。
調查委員會归咎責任於總承建商西松建設及新加坡陆路交通管理局的相關官員，並對他們發出警告予以譴責。工程主管Ng Seng Yoong事後被起訴，法庭於2005年11月頒令，罰款8,000新元。
事件造成四名工人死亡，三人受伤。事故的结果是，环线的第1期和第2期被迫延期。线路的第3期，巴特礼站至玛丽蒙站，率先于2009年5月28日开通。（尼诰大道站）部分建成的车站结构被废弃，受影响的车站被从事故现场移动了100（330英尺）。最终，尼诰大道地铁站于2010年4月17日开始运作。这场意外令到环线的建造时间延长，而全线通车年份的也由2008年推迟至2011年。

### 福记大厦拆卸事件
位于芽笼路和巴耶利峇路交界处的福记大厦（Hock Kee House）于1960年代建成，是一栋5层楼高、共有28个住宅单位和7个铺位的商住楼宇，它坐落在环线的巴耶利峇地铁转换站7米以外，靠近地铁隧道。

2005年8月11日，陸路交通管理局和建设局突然宣布该厦必须在土地征用法令下被政府征用并拆除，并要求受影响住户与业主必须在9月12日之前搬迁。而赔偿方面，业主除可获得最多10万新加坡元援助金外，也将在土地征用法令下，获得根据市场价格而定的法定赔偿。
消息一出，即引起很大的回响。有舆论质疑，不属于受工程影响而被征用的38个地段的福记大厦，为什么突然被征，而且只得一个月的时间迁出？
至于为何突然之间下清拆令，新加坡陆路交通管理局解释：在2003年得知福记大厦的桩没有达到应有的深度。当时，该局的评估显示大厦可能会出现裂缝，但其稳固性不会受到挖掘工程影响。
然而在2004年4月20日尼诰大道坍塌意外后，福记大厦旁环线挖掘工程已暂停，但福记大厦却继续沉陷。到了当年年底，该局聘请两家独立的工程顾问公司分别进行专业评估。
两份报告分别在2005年3月和7月完成。报告一致显示，一旦展开挖掘工程，福记大厦可能会坍塌。另外，任何稳固福记大厦结构的措施也无助于解决问题。
事件于2005年10月3日下午，随着所有业主迁出和政府官员封锁福记大厦而告一段落。

### 罗弄泉站工程噪音问题
环线第三期的罗弄泉站位于实龙岗3道，两旁是私人住宅和学校。为避免噪音干扰居民，陸路交通管理局规定承包商只能在指定时间（星期一至星期六上午7时30分至晚上7时，星期日和公共假日上午9时至傍晚5时）施工。并且采用由上而下建筑法（top-down construction method），以减低噪音量，缺点是工人需要在有限的空间施工，会有一定的难度。
然而，仍有居民投诉工程仍对居民造成干扰。

## 車站列表
| 车站编号                           | 车站名称     | 车站名称 | 车站名称 | 車站形式 | 车站接驳                                  | 所在规划区     | 启用年份      | 施工期名称     |
| 车站编号                           | 中文         | 英文     | 泰米尔语 | 車站形式 | 车站接驳                                  | 所在规划区     | 启用年份      | 施工期名称     |
| ---------------------------------- | ------------ | -------- | -------- | -------- | ----------------------------------------- | -------------- | ------------- | -------------- |
| 环线                               |              |          |          |          |                                           |                |               |                |
| 第一期                             |              |          |          |          |                                           |                |               |                |
| CC1 NS24 NE6                       | 多美歌       |          |          | 地下     | 南北线／东北线                            | 博物馆         | 2010年4月17日 | 多美歌         |
| CC2                                | 百胜         |          |          | 地下     | DT21                                      | 博物馆         | 2010年4月17日 | 美术馆         |
| CC3                                | 滨海中心     |          |          | 地下     | NS25 EW13                                 | 市中心         | 2010年4月17日 | 会议中心       |
| CC4 DT15                           | 宝门廊       |          |          | 地下     | 滨海湾支线／市区线                        | 市中心         | 2010年4月17日 | 美年           |
| CC5                                | 尼诰大道     |          |          | 地下     |                                           | 加冷           | 2010年4月17日 | 尼诰大道       |
| CC6                                | 体育场       |          |          | 地下     |                                           | 加冷           | 2010年4月17日 | 林荫道         |
| 第二期                             |              |          |          |          |                                           |                |               |                |
| CC7                                | 蒙巴登       |          |          | 地下     |                                           | 芽笼           | 2010年4月17日 | 旧机场路       |
| CC8                                | 达科达       |          |          | 地下     |                                           | 芽笼           | 2010年4月17日 | 丹戎加东       |
| CC9 EW8                            | 巴耶利峇     |          |          | 地下     | 東西线                                    | 芽笼           | 2010年4月17日 | 巴耶利峇       |
| CC10 DT26                          | 麦波申       |          |          | 地下     | 市区线                                    | 芽笼           | 2010年4月17日 | 麦波申         |
| CC11                               | 大成         |          |          | 地下     |                                           | 后港／大巴窯   | 2010年4月17日 | 巴耶利峇上段   |
| 第三期                             |              |          |          |          |                                           |                |               |                |
| CC12                               | 巴特礼       |          |          | 地下     |                                           | 实龙岗         | 2009年5月28日 | 巴特礼 Bartley |
| CC13 NE12                          | 实龙岗       |          |          | 地下     | 东北线／公交转乘站                        | 实龙岗         | 2009年5月28日 | 实龙岗         |
| CC14                               | 罗弄泉       |          |          | 地下     |                                           | 实龙岗         | 2009年5月28日 | 罗弄泉         |
| CC15 NS17                          | 碧山         |          |          | 地下     | 南北线／公交转乘站                        | 碧山           | 2009年5月28日 | 碧山           |
| CC16                               | 玛丽蒙       |          |          | 地下     |                                           | 碧山           | 2009年5月28日 | 玛丽蒙         |
| 第四期                             |              |          |          |          |                                           |                |               |                |
| CC17 TE9                           | 加利谷       |          |          | 地下     | 汤东线                                    | 大巴窯         | 2011年10月8日 | 汤申           |
| CC18                               | 武吉布朗     |          |          | 地下     |                                           | 诺维娜         | 不开放车站    | 武吉布朗       |
| CC19 DT9                           | 植物园       |          |          | 地下     | 市区线                                    | 东陵           | 2011年10月8日 | 亚当           |
| CC20                               | 花拉路       |          |          | 地下     |                                           | 武吉知马／东陵 | 2011年10月8日 | 花拉           |
| CC21                               | 荷兰村       |          |          | 地下     |                                           | 武吉知马       | 2011年10月8日 | 荷兰           |
| CC22 EW21                          | 波那维斯达   |          |          | 地下     | 東西线                                    | 女皇镇         | 2011年10月8日 | 波那维斯达     |
| CC23                               | 纬壹         |          |          | 地下     |                                           | 女皇镇         | 2011年10月8日 | 纬壹           |
| CC24                               | 肯特岗       |          |          | 地下     |                                           | 女皇镇         | 2011年10月8日 | 国大医院       |
| 第五期                             |              |          |          |          |                                           |                |               |                |
| CC25                               | 虎豹别墅     |          |          | 地下     |                                           | 女皇镇         | 2011年10月8日 | 西海岸         |
| CC26                               | 巴西班让     |          |          | 地下     |                                           | 女皇镇         | 2011年10月8日 | 巴西班让       |
| CC27                               | 拉柏多公园   |          |          | 地下     |                                           | 红山           | 2011年10月8日 | 亚历山大       |
| CC28                               | 直落布兰雅   |          |          | 地下     |                                           | 红山           | 2011年10月8日 | 直落布兰雅     |
| CC29 NE1                           | 港湾         |          |          | 地下     | 东北线／新加坡缆车 圣淘沙捷运／公交转乘站 | 红山           | 2011年10月8日 | 港湾           |
| 第六期                             |              |          |          |          |                                           |                |               |                |
| CC30                               | 吉宝         |          |          | 地下     |                                           | 红山           | 2026年        | 岌巴           |
| CC31                               | 广东民       |          |          | 地下     |                                           | 红山           | 2026年        | 广东民         |
| CC32                               | 爱德华太子路 |          |          |          |                                           | 市中心         | 2026年        | 爱德华太子     |
| 滨海湾支线（Marina Bay Extension） |              |          |          |          |                                           |                |               |                |
| CC4 DT15                           | 宝门廊       |          |          | 地下     | 环线／市区线                              | 市中心         | 2010年4月17日 | 美年           |
| CE1 DT16                           | 海湾舫       |          |          | 地下     | 市区线                                    | 市中心         | 2012年1月14日 | 贝弗兰         |
| CE2 NS27 TE20                      | 滨海湾       |          |          | 地下     | 南北线／汤东线                            | 市中心         | 2012年1月14日 | 滨海湾         |